# William D. Robbins
William D. Robbins (1874-1952) – kanadyjski działacz samorządowy.
William D. Robbins urodził się w 1874 roku w Bristolu w Wielkiej Brytanii, w rodzinie pochodzenia kanadyjskiego. Pełnił funkcję skarbnika Toronto Street Railway Employee's Union i członka rady miejskiej Toronto. Burmistrz Toronto w latach 1936-1937. Zmarł w 1952 roku.